# Akvadukt Luggie
Akvadukt Luggie (anglicky Luggie Aqueduct) je součástí vodního kanálu Forth–Clyde ve městě Kirkintilloch v hrabství East Dunbartonshire ve Skotsku. Akvadukt převádí vodní kanál nad řeku Luggie Water. Od roku 1986 památkově chráněná stavba kategorie A. Jako součást kanálu Forth–Clyde má památkový status scheduled monument.

## Historie
Akvadukt byl postaven Johnem Smeatonem v letech 1772–1775 stejným architektem, který vybudoval vodní kanál Forth–Clyde. V roce 1858 byla postavena železniční trať z Glasgow do Aberfoyle, v místě akvaduktu bylo nutné vybudovat křižovatku přes řeku Luggie Water a kanál Forth and Clyde. Trať byla vedena pod akvaduktem a nad řekou byl postaven dvou obloukový kamenný most dlouhý 63 m, po kterém šikmo překonávala řeku železnice. Železnice byla zrušena v roce 1966, most však zůstal a je po něm veden chodník pro pěší. Existuje starý černobílý obrázek lodi plující kanálem, s vlakem projíždějícím pod lodí, s řekou Luggie proudícím pod vlakem.

## Popis
Akvadukt je dlouhý 37,8 m s rozpětím jednoho segmentového oblouku 13,7 m a 27,4 m širokým, s kanálem v plné šířce, který umožňuje proplout dvěma lodím. Šířka kanálu je omezena římsami po stranách kanálu, které vedou nad oblouky. Akvadukt byl postaven z neomítaných šedých kamenných kvádrů.